# Uszczonów
Uszczonów (niem. Austen) – wieś w Polsce położona w województwie dolnośląskim, w powiecie górowskim, w gminie Jemielno.
W latach 1975–1998 miejscowość administracyjnie należała do województwa leszczyńskiego.

## Nazwa
12 lutego 1948 r. ustalono urzędową polską nazwę miejscowości – Uszczonów, określając drugi przypadek jako Uszczonowa, a przymiotnik – uszczonowski.